# Aleksandra Szcześ
Aleksandra Anna Szcześ – polska chemiczka, dr hab. nauk chemicznych, adiunkt Instytutu Nauk Chemicznych Wydziału Chemii Uniwersytetu Marii Curie-Skłodowskiej. Jej zainteresowania naukowe obejmują takie zagadnienia jak: chemia koloidów i fizykochemia granic faz, nanomateriały, biomateriały, systemy dostarczania leków, adsorpcja.

## Życiorys
W 2001 ukończyła studia chemiczne na Uniwersytecie Marii Curie-Skłodowskiej w Lublinie, 19 grudnia 2005 obroniła pracę doktorską Wpływ pola magnetycznego na właściwości układów zdyspergowanych pod kierunkiem prof. Lucyny Hołysz, a 16 maja 2016 habilitowała się na podstawie pracy zatytułowanej Wpływ matrycy organicznej na krystalizację węglanu i fosforanu wapnia w aspekcie biomineralizacji.
Piastuje stanowisko adiunkta w Instytucie Nauk Chemicznych na Wydziale Chemii Uniwersytetu Marii Curie-Skłodowskiej.
Była promotorką pracy doktorskiej dr Yingdi Yan Investigation of implants in aspect of their adhesion to biological materials.